# We Got the Time
 Der er for få eller ingen kildehenvisninger i denne artikel, hvilket er et problem. Du kan hjælpe ved at angive troværdige kilder til de påstande, som fremføres i artiklen.

We Got the Time er det andet studiealbum fra den danske pigeduo Creamy. Albummet udkom den 8. november 2000 på RecArt Music. Det indeholder cover versioner af Walkers' "Little Kitty" og Limahls "Never Ending Story".

## Spor
| #   | Titel                     | Sangskriver(e)                             | Producer(e)                       | Længde |
| --- | ------------------------- | ------------------------------------------ | --------------------------------- | ------ |
| 1.  | "I Do, I Do, I Do"        | Dean 'N, Jake Moses, Máam                  | Ole Evenrud, Ivan Pedersen        | 3:18   |
| 2.  | "Help! I'm a Fish"        | Jesper Winge Leisner                       | Evenrud, Stig Kreutzfeldt         | 3:20   |
| 3.  | "We Got the Time"         | Brandon Kirkham, Soulpoets                 | SoulPoets, Mogens Binderup        | 2:56   |
| 4.  | "Little Kitty"            | Torben Lendager, Poul Dehnhardt            | Darwich & Garcia, Binderup        | 3:08   |
| 5.  | "Fantasy Island"          | JayJay, Maya Katrine Kühl                  | Evenrud, Pedersen                 | 3:27   |
| 6.  | "Never Ending Story"      | Giorgio Moroder, Keith Forsey              | Hartmann & Langhoff, Binderup     | 3:53   |
| 7.  | "Little 1"                | Jan Lysdahl, Andreas Mathew, Sabina Mathew | Darwich & Garcia                  | 3:31   |
| 8.  | "Bye Bye Bike"            | Darwich & Garcia                           | Darwich & Garcia                  | 3:12   |
| 9.  | "Do You Think I'm Pretty" | Henrik Launbjerg, Morten Bolvig            | Hartmann & Langhoff               | 3:36   |
| 10. | "Fantasy Spaceship"       | Dean 'N, Anna-Lena Högdahl                 | Darwich & Garcia                  | 3:03   |
| 11. | "It Can Happen To You"    | JayJay, Kühl, Nick Woodbridge              | Lars Erlandsson, Fredrik Lenander | 3:13   |
| 12. | "Icecream"                | Dean 'N, Högdahl                           | Dean 'N                           | 3:23   |

Noter
1. 1 2 3 4 5 6  vokalproducer